# Chafik Besseghier
Chafik Besseghier (Grenoble, 11 ottobre 1989) è un pattinatore artistico su ghiaccio francese.

## Biografia

### Gli inizi
Ha iniziato a praticare il pattinaggio artistico all'età di 12 anni, quando ha iniziato a frequentare il Club Sportivo del Ghiaccio di Grenoble Isère (oggi Grenoble Isère Métropole Patinage).
Nel dicembre 2006, all'età di 17 anni, ha partecipato ai suoi primi campionati francesi élite a Orléans, dove si è classificato 17°. In seguito è progredito costantemente nella gerarchia nazionale ottenendo il 12º posto ai campionati del 2008 a Megève e il 9º posto ai campionati del 2009 a Colmar. Nello stesso anno diventa vicecampione di Francia juniores, dietro a Florent Amodio.
Stagione 2009/2010.

### Carriera
Ha rappresentato la Francia ai Giochi olimpici invernali di Pyeongchang 2018, dove si è stato eliminato con il 26º posto nel programma corto nel singolo. Nella gara a squadre si è piazzato 10º.
Ha partecipato a quattro edizioni dei mondiali dal 2014 al 2017, classicandosi rispettivamente 9º, 18º, 20º e 17º, ed a sette edizioni degli europei dal 2012 e 2018.

## Palmarès
GP: Grand Prix; CS: Challenger Series; JGP: Junior Grand Prix
| Internazionali | Internazionali | Internazionali | Internazionali | Internazionali | Internazionali | Internazionali | Internazionali | Internazionali | Internazionali | Internazionali | Internazionali | Internazionali | Internazionali |
| Evento | 2006–07        | 2007–08        | 2008–09        | 2009–10        | 2010–11        | 2011–12        | 2012–13        | 2013–14        | 2014–15        | 2015–16        | 2016–17        | 2017–18        | 2018–19        |
| --- | -------------- | -------------- | -------------- | -------------- | -------------- | -------------- | -------------- | -------------- | -------------- | -------------- | -------------- | -------------- | -------------- |
| Giochi olimpici invernali                                                                                                 |                |                |                |                |                |                |                |                |                |                |                | 26°            |                |
| Campionati mondiali |                |                |                |                |                |                |                | 9°             | 18°            | 20°            | 17°            |                |                |
| Campionati europei |                |                |                |                |                | 12°            | 9°             | 12°            | R              | R              | 9°             | 11°            |                |
| GP NHK Trophy |                |                |                |                |                |                |                | R              |                | 9°             |                |                |                |
| GP Rostelecom Cup |                |                |                |                |                |                |                |                |                |                | 8°             |                |                |
| GP Skate America |                |                |                |                |                |                |                |                | 7°             |                |                |                |                |
| GP Trophée Eric Bompard                                                                                                   |                |                |                |                | 5°             | 9°             | 7°             | R              | 9°             | 10°            | 8°             | R              | R              |
| GP Skate Canada |                |                |                |                |                |                |                |                |                |                |                | R              |                |
| CS Ondrej Nepela Trophy                                                                                                   |                |                |                |                |                |                |                |                |                |                |                | 7°             |                |
| Challenge Cup |                |                |                |                |                |                | 3°             | 3°             |                |                |                |                |                |
| Crystal Skate |                |                |                | 3°             | 1°             | 1°             |                |                |                |                |                |                |                |
| Cup of Nice |                |                |                | 5°             | 6°             | 2°             | 9°             |                |                | 1°             | 1°             |                |                |
| Cup of Tyrol |                |                |                |                |                |                |                |                |                | 1°             |                | 3°             |                |
| Denkova-Staviski Cup |                |                |                |                |                |                |                | 2°             |                |                |                |                |                |
| FBMA Trophy |                |                |                |                |                |                |                |                |                |                | 1°             |                |                |
| Ice Challenge |                |                |                | 4°             |                |                |                |                |                |                |                |                |                |
| Lombardia Trophy |                |                |                |                |                |                |                |                |                | 1°             |                |                |                |
| Mont Blanc Trophy |                |                |                | 3°             |                |                |                |                |                |                |                |                |                |
| Nepela Trophy |                |                |                |                |                | 11°            |                |                |                |                |                |                |                |
| Nordic Championships |                |                |                |                |                |                |                |                |                |                | 1°             |                |                |
| NRW Trophy |                |                |                |                |                |                | 4°             |                |                |                |                |                |                |
| Toruń Cup |                |                |                |                |                |                |                |                | 2°             |                |                |                |                |
| Triglav Trophy |                |                |                | 3°             | 6°             |                |                |                |                |                |                |                |                |
| Universiade |                |                |                |                | 5°             |                |                |                |                |                |                |                |                |
| Internazionali: Junior |                |                |                |                |                |                |                |                |                |                |                |                |                |
| JGP Spagna |                |                | 6°             |                |                |                |                |                |                |                |                |                |                |
| Cup of Nice |                | 6° J           | 3° J           |                |                |                |                |                |                |                |                |                |                |
| Gardena Spring Trophy |                |                | 7° J           |                |                |                |                |                |                |                |                |                |                |
| Nazionali |                |                |                |                |                |                |                |                |                |                |                |                |                |
| Campionati francesi | 17°            | 12°            | 9°             | 5°             | 4°             | 3°             | 2°             | 3°             | 3°             | 1°             | 2°             | 1°             |                |
| Master's de Patinage |                |                | 4° J           | 5°             | 4°             | 3°             | 3°             | R              | 1°             | R              | 1°             | R              |                |
| Eventi a squadre |                |                |                |                |                |                |                |                |                |                |                |                |                |
| Giochi olimpici invernali                                                                                                 |                |                |                |                |                |                |                |                |                |                |                | 10° S 10° P    |                |
| World Team Trophy |                |                |                |                |                |                |                |                |                |                | 6° S 8° P      |                |                |
| R = Ritirato S = Risultato della squadra; P = Risultato personale. Medaglie assegnate solo per il risultato della quadra. |                |                |                |                |                |                |                |                |                |                |                |                |                |